# ليونارد س. ليفين
ليونارد س. ليفين (بالإنجليزية: Leonard C. Lewin)‏ هو مؤلف وكاتب أمريكي، ولد في 2 أكتوبر 1916، وتوفي في 28 يناير 1999.